# Dazzle Vision
Dazzle Vision – japoński zespół rockowy, który istnieje od 2003 roku. Ich muzyka dzięki zróżnicowanym brzmieniom i wokalowi Maiko otrzymała przydomek „screamo pop”. Popularność zyskali dzięki występowi na amerykańskim spotkaniu popkultury Japońskiej (konwent) „Sakura-con” w kwietniu 2010 roku. 22 kwietnia 2015 roku ogłoszono, że grupa została rozwiązana.

## Historia
Zespół został założony w czerwcu 2003 roku, przez rodzeństwo Takuro i Maiko. W kwietniu 2006 roku odbyli 10-dniową trasę koncertową po Tajwanie. Wystąpili między innymi na festiwalu muzycznym „SPRING SCREAM 2006”. Sukces tej trasy doprowadził do dużej dystrybucji na Tajwanie. We wrześniu 2007 roku ponownie wystąpili na Tajwanie tym razem na „Unlimited Freedom Festival”. Do 2010 roku Dazzle Vision nie utrzymywał stałego składu, zmieniając perkusistę i kilku gitarzystów. Grupa stała się bardziej rozpoznawalna dzięki występowi na konwencie „Sakura-con 2010”. Od 2010 stałymi członkami zespołu zostali Maiko (wokal), Takuro (bas), John (gitara) i Haru (perkusja). W 2013 roku gitarzysta John odszedł z zespołu i został zastąpiony przez TONY'ego. W 2015 roku po około 12 latach aktywności zespół zdecydował się zakończyć działalność. Informacja ta została ogłoszona 22 kwietnia na oficjalnej stronie zespołu na Facebooku.

## Członkowie

### Obecni
- Maiko – wokal, w zespole od 2003 roku
- Takuro – gitara basowa, w zespole od 2003 roku
- Haru – perkusja, w zespole od 2004 roku
- TONY – gitara, w zespole od 2013 roku

Źródło:.

### Byli
- Natu – perkusja, w zespole od 2003 do 2004 roku
- Tan – gitara, w zespole od 2003 do 2006 roku
- Ryu – gitara, w zespole od 2006 do 2008 roku
- Yu – gitara, w zespole od 2008 do 2010 roku
- John – gitara, w zespole od 2010 do 2013 roku

## Albumy
- Origin of Dazzle (3 listopada 2005)
- Origin of Dazzle 2nd Press (28 marca 2008)
- Camellia Japonica (23 kwietnia 2007)
- Crystal Children (21 listopada 2008)
- To The Next (12 maja 2010) (debiut na amerykańskim rynku)
- Kirari (3 czerwca 2011)
- Shocking Loud Voice (4 maja 2012)
- Final Attack (4 marca 2014)

Źródło:.